# José María Silva (fotógrafo)
José María Silva Fernández (Montillón, parroquia de San Andrés de Souto, La Estrada, 29 de septiembre de 1897 - Montevideo, 2 de enero de 2000) fue un fotógrafo uruguayo de origen gallego.

## Biografía
Nace en Galicia el mismo año que su padre fallece luchando en la guerra de Independencia cubana. Seis años más tarde, su madre decide emigrar al Río de la Plata y lo trae al que sería su país de adopción. A los 14 años, necesitado de trabajo, se emplea en El Indio, casa de fotografía, y pronto aprendería el oficio.
En su vasta carrera fotografió a varias personalidades, como Juan Domingo Perón, Luis Alberto de Herrera, Mariano Mores, Alberto Candeau, José Belloni, León Felipe, etc. En particular Carlos Gardel fue uno de sus más fieles clientes y amigos, y lo apodaba "Silvita".
También ofició de reportero gráfico durante el partido final del Mundial de Fútbol de 1930, cubrió el evento desde un arco.
Presidió la Asociación de Fotógrafos Profesionales del Uruguay durante 28 años, retirándose en 1994.
Silva trabajó hasta los 96 años, ayudado por su hijo Julio César. A los 100 años fue homenajeado y entrevistado por agencias de prensa internacionales como la BBC y la DPA. También recibió la distinción de "Uruguayo inmigrante del año" en 1998, de manos del Ministro de Educación y Cultura.
Fallece a los 102 años, víctima de una neumonía.